# 張子源
張子源（1942年1月11日—2010年3月23日），臺灣臺中市政治人物，中國國民黨籍，曾任律師、臺中市市長、經濟部國營事業委員會副主任委員、中國石油股份有限公司（今台灣中油）董事長等職。

## 生平
張子源為臺中市南屯區人，就讀臺中商業學校後進入國立臺灣大學，1963年畢業於臺灣大學法律系。畢業後張子源於馬祖服預官役，曾擔任執業律師。在李登輝當省主席時於1982年獲聘為臺灣省政府顧問，籌備設立鄉鎮市調解，被視為其踏入政壇殷始。這份在外界看來枯燥冷門的差事，除了使張子源為李登輝更進一步效勞，建立政治因緣外。也成為張子源打著研究基層調解制度的旗號，接觸地方英雄的正當理由。:118

### 臺中市市長
早在1981年第九屆臺中市市長選舉時，張子源即曾爭取中國國民黨黨內提名，然而最後敗給初出政壇的林柏榕。:78-79
隨著林柏榕第一任市長施政引起爭議。1985年，張子源捲土重來爭取國民黨第十屆臺中市市長候選人提名，對上爭取市長連任的林柏榕。為了爭取國民黨提名，張子源曾拜託曾任國民黨黨工的邱家洪為其撰寫有假分析的「選情報告」。:292-294最後張子源擊敗林柏榕獲得國民黨提名，並在國民黨全力支持下，在市長選舉中以148,701票擊敗許榮淑以及加入中國青年黨的前市長曾文坡，當選臺中市市長。
張子源在市長任內，於1987年封閉中西區破舊的第一市場，進行改建第一廣場計畫。:177-178並完成美化綠川計畫，使綠川兩岸清新。:187也不畏當地包括國民黨老兵在內的違建戶抗爭，於1987年強勢執行柳川下游（民權路至民生路段）違建的拆遷。:188-197並成功向內政部爭取了「台中市都市計畫通盤檢討案」，籌辦第八期市地籌畫（南屯區）。
然而在第一市場拆建案當中，張子源一度遭檢舉引起監察院調查，:179最後在張氏申辯後監察院以無事結案。:180而第八期市地籌畫中，卻在1988年6月爆發張子源被指利用市地籌畫炒地皮的事件，一度引起張子源與刊載此事的雜誌社《地方事》針鋒相對，影響張子源仕途。而在地方派系上，張子源被視為「張派」支持，而在地方上受到「賴派」攻擊。「賴派」並聯合臺中市新興工商勢力（主要來自臺中縣的長億集團，代表人楊天生）以重劃區炒地皮風波予以攻擊。:246
1989年第十一屆市長選舉前夕，國民黨中央透過組工會主任關中親赴台中，要求張子源宣布退選、辭職，由中央另謀出路。:309支持張子源的黨部主委張晉相也遭到去職，被視為衝著張子源。1989年7月16日，張子源公開宣布無意角逐連任，含淚接受經濟部國營事業委員會副主任委員的安排，並辭去市長職務。當天一度遭到在場支持者抗議，為此國民黨省黨部主委馬鎮方還上台宣稱張子源是因「表現優異」，遭中央「調升」為國營會副主委，試圖平息眾怒，:310而臺中市市長一職則由省府委員黃鏡峰代理。

### 卸任後
1993年，張子源出任中國石油股份有限公司（今台灣中油）董事長。1996年被診查罹患骨髓增生症，日後又併發造血功能異常及腎臟哀竭等疾病。2010年3月因突發腦內出血、腎臟衰竭病逝。

## 推行黑板樹為市樹
- 張子源在臺中市市長任內推行將黑板樹列為市樹，造成黑板樹以外來種身分大量種植於台中市。[10]然而由於黑板樹枝幹與其他喬木相比相較鬆散，每次颱風豪雨過後，所造成的殘枝敗葉往往造成市區街面清潔不易，甚至倒下的主幹壓壞汽車及壓傷行人，影響台中市甚鉅。外界傳聞推行黑板樹為市樹是由於張子源不喜歡台中市市樹有柏樹、榕樹含有其政治對手林柏榕名字在其中的緣故。

## 家族
- 張子源妻子許幸惠為其台大同班同學。1993年第十一屆市長選舉中，許幸惠一度打算「代夫出征」，對決林柏榕，並偕同其夫張子源在南屯區的萬和宮，向媽祖宣示誓死競選到底，如有違背誓言願受神譴，表達決心。[2]:390唯最終在國民黨黨主席身兼總統的李登輝介入下，10月25日上午，李登輝車隊出現在許幸惠競選總部前，在內室密談後，李登輝與許幸惠、林柏榕、議長林仁德現身，由許幸惠發表退選聲明。[11]李登輝與立法院長劉松藩、中央黨部秘書長許水德、張子源夫婦再到南屯萬和宮舉香報備，退出選舉；林柏榕則以到許幸惠競選總部當眾道歉作收。[2]:421-422許幸惠退選後，當夜就與張子源回臺北去，他們夫婦雖然給李登輝很大的面子，卻將支持她的市民放鴿子，日後許幸惠於1998年回到臺中市參選立法委員，選前自稱最高票當選，結果卻是最高票落選。被批評是犯了政治的大忌——失信於民。[3]:328

## 外部連結
- 張子源先生生平事略 （页面存档备份，存于）

| 中華民國政府職務 | 中華民國政府職務                                | 中華民國政府職務                   |
| ---------------- | ----------------------------------------------- | ---------------------------------- |
| 台中市政府       |                                                 |                                    |
| 前任： 林柏榕    | 台中市市長 第十屆 1985年12月20日－1989年7月19日 | 繼任： 黃鏡峰（代理） 正任：林柏榕 |